# 複数の時計
『複数の時計』（ふくすうのとけい、原題：The Clocks）は、イギリスの小説家アガサ・クリスティによって1963年に発表されたエルキュール・ポアロシリーズの長編推理小説である。
速記タイピストのシェイラは、仕事でクレスント通り19号の家に向かった。彼女が指示された部屋に入ると、そこは無数に時計が置いてある妙な部屋だった。そして、彼女はそこで男の死体を見つける。さらに、死体を囲んでいた時計は、その家の住人の持ち物ではなかった。

## あらすじ
派遣タイピストのシェイラ・ウェッブは、依頼のあったサセックス州クロウディーンにあるウィルブラハム・クレセントの家に到着するが、そこで恰幅のいい年配の男の死体を発見する。その部屋にはなぜか6つもの時計が置かれていたが、そのときが午後3時だったにもかかわらずすべての時計は4時13分を指していた。そこに盲目の女性が入ってきて、シェイラは悲鳴を上げながら家を飛び出し、通りかかった若い男性の腕の中に飛び込む。
その男はMI5の特別捜査官コリン・ラムで、彼は死んだ捜査官のポケットから見つかったメモ（Mの文字、数字の61、三日月のマーク）を手がかりに捜査していた。死体が見つかったウィルブラハム・クレセント19番地の家には盲目のミリセント・ペブマーシュが住んでおり、警察の殺人事件の捜査が始まる。死んだ男は身元を示すものを身につけておらず、コリンとハードキャッスル警部は近隣住民に話を聞く。コリンはシェイラを気に入る。
現場にあった時計の一つには「ローズマリー」と書かれていたが、その時計が行方不明となり、シェイラの本当のファーストネームはローズマリーであることが判明する。コリンは父の旧友であるエルキュール・ポアロに事件の捜査を依頼する。
検死審問で、被害者は殺される前に抱水クロラールを摂取していたことが判明する。審問の後、シェイラの同僚エドナ・ブレントが腑に落ちないことを感じ、それをハードキャッスルに伝えようとするが、伝える前に電話ボックスの中で絞殺されているのが発見される。マーリナ・ライヴァルは、彼がかつての夫ハリー・キャッスルトンであると証言する。コリンは向かいの団地に住む少女ジェラルディン・ブラウンに話を聞く。彼女は足を骨折して部屋に閉じこもりながら近所の出来事を観察して記録していた。彼女は殺人事件の朝、見慣れない洗濯業者が洗濯物の入った重いバスケットを届けたと証言する。
ハードキャッスルがライヴァル夫人に彼女の証言が正確ではないと告げると、彼女は動揺して誰かに電話をかけ、その後背中を刺されて死んでいるのが発見される。
ホテルの一室で、ポアロはハードキャッスルとコリンに自分の推理を話す。殺人のあった日、エドナは靴が壊れたために昼食から早く戻っていた。そこには事務所のオーナーであるマーティンデールがおり、彼女はシェイラの派遣を依頼する電話を受けていたと証言しているが、じつはそのような電話はしておらず、エドナを殺害する動機のある唯一の人物である。マーティンデールはシェイラをペブマーシュの家に行かせたのだ。隣人の一人であるジョサイア・ブランドの妻は、聞き込みに対して自分に妹がいると話していたが、ポアロはこの妹がマーティンデールであると推理する。
ジョサイア・ブランドにはかつて別の妻がおり、第二次世界大戦中に亡くなっていた。しかし海外に住む彼女の親族は娘の死を知らず、16年後、彼女が多額の遺産相続人になってしまう。これを知ったブランド夫妻は、今の妻が最初の妻のふりをしなければならないと考えた。彼らは相続人を探すイギリスの弁護士事務所を騙し、最初の夫人の顔を知っていたクエンティン・デュゲスクランが彼女のことを調べに英国に来ると知り、彼を殺害する計画を立てた。その際に、マーティンデールがタイピング原稿で読んだ未発表の推理小説に書かれていた時計のアイディアが取り入れられた。彼らはライヴァル夫人が誰に雇われたかを警察に話す前に殺害した。
ミリセント・ペブマーシュは冷戦時代、点字を使ってメッセージを暗号化して敵方に情報を伝えるチームの中心人物だった。コリンはシェイラと結婚したいと思うが、ペブマーシュがシェイラの母親であり、つまり将来の義理の母親であることに気づく。彼はペブマーシュに2時間の猶予を与え、彼女は娘よりも自分の大義を選んでナイフを握るがコリンはそれを取り上げる。その後、ハードキャッスル警部はポアロに必要な証拠が見つかり、ブランド夫人が自供したことを報告する。

## 主な登場人物
- エルキュール・ポアロ - 探偵
- コリン・ラム - 秘密情報部員
- ベック大佐 - 秘密情報部員。コリンの上司
- シェイラ・ウェッブ - 速記タイピスト
- K・マーティンデール - タイプ引受所の所長
- ミセス・ロートン - シェイラの叔母
- エドナ・ブレント - シェイラの同僚
- R・H・カリイ - 殺されていた謎の男
- マーリナ・ライヴァル - カリイの妻と称する女性
- ゼラルディン - 現場近くのアパートに住む少女
- ディック・ハードキャスル - 警部
- ミリセント・ペブマーシュ - 身体障害施設の女教師。盲人。ウィルブラハム・クレセント19番地の住人
- ジョサイア・ブランド - 建設業者。ウィルブラハム・クレセント61番地の住人
- ミセス・ブランド - ジョサイアの妻
- ミセス・ラムジイ - 土木技師の妻。ウィルブラハム・クレセント62番地の住人
- アンガス・マクノートン - 引退した教授。ウィルブラハム・クレセント63番地の住人
- ミセス・ヘミング - 老婦人。ウィルブラハム・クレセント20番地の住人
- ジェームズ・ウォーターハウス - 弁護士。ウィルブラハム・クレセント18番地の住人

## 補足
- 作者作品には『そして誰もいなくなった』や『ポケットにライ麦を』を初め、他にも『愛国殺人』や『五匹の子豚』等、マザー・グースが引用された作品が多数あり、本作でもポアロが解決編の中で「釘が不足で蹄鉄打てず」というマザー・グースを歌っている。
- デヴィッド・スーシェ主演のドラマ版では、米ソ冷戦の時代背景を第2次世界大戦直前のドイツの台頭と英国内の親独派のエピソードに置き換えている。
- コリン・ラムは原作では「父は警視」と称しており、研究者の間では『チムニーズ館の秘密』や『ゼロ時間へ』などに登場するバトル警視の息子に擬せられることが多いが、ドラマ版では『ナイルに死す』に登場したレイス大佐[注 1]の息子を名乗っている。

## 映像化作品
名探偵ポワロ『複数の時計』
シーズン12 エピソード4（通算第65話）  イギリス2011年放送
概ね原作に沿っているが、一部の登場人物や背景などが変更されている。
- エルキュール・ポワロ: デヴィッド・スーシェ
- コリン・レース: トム・バーク
- シーラ・ウェブ: ジェイミー・ウィンストン
- ペブマーシュ: アンナ・マッセイ
- マーティンデール: レスリー・シャープ
- ジョー・ブランド: ジェイソン・ワトキンス
- ヴァル・ブランド: テッサ・ピーク・ジョーンズ
- クリストファー・マバット: スティーヴン・ボクサー